# Liste von Namensreaktionen/Q
| Entdecker                       | Jahr                      | Reagenzien                                    | Kurzbeschreibung          | Zielmolekül(e)                         | Quelle                    |
| Quasi-Faworski-Umlagerung       | Quasi-Faworski-Umlagerung | Quasi-Faworski-Umlagerung                     | Quasi-Faworski-Umlagerung | Quasi-Faworski-Umlagerung              | Quasi-Faworski-Umlagerung |
| ------------------------------- | ------------------------- | --------------------------------------------- | ------------------------- | -------------------------------------- | ------------------------- |
| Bianca Tchoubar, Otto Sackur    | 1939                      | α-Halogenketone, Natriumhydroxid              | Umlagerung                | Carbonsäuren                           | [ 1 ]                     |
| Quelet-Reaktion                 |                           |                                               |                           |                                        |                           |
| R. Quelet                       | 1932                      | Phenolether, Aldehyde, Zinkchlorid, Salzsäure | elektrophile Substitution | α-Chloralkyl-substituierte Phenolether | [ 2 ]                     |
| Reaktionsschema Quelet-Reaktion |                           |                                               |                           |                                        |                           |